# Séparatisme albertain

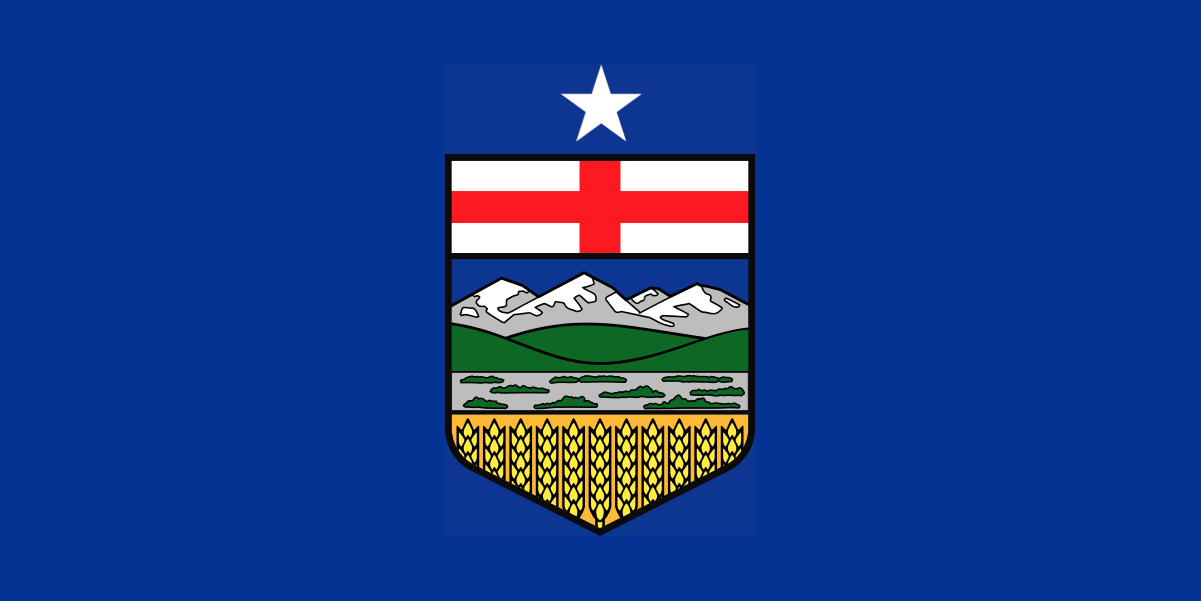
Drapeau du séparatisme albertain.

Le séparatisme albertain comprend une série de mouvements (historiques et actuels) du XXe et du XXIe prônant la sécession de la province de l'Alberta du Canada. Il peut également être étendu pour inclure une sécession avec deux autres provinces de l'Ouest (Saskatchewan et Manitoba) parce que les trois provinces partagent le sentiment d'être exclues des affaires politiques canadiennes en faveur de l'Ontario et du Québec. C'est un sentiment connu dans l'ouest du Canada sous le nom d'« aliénation occidentale ». L'aliénation de l'Ouest est le sentiment que ces deux provinces sont politiquement surreprésentées et économiquement favorisées, ce qui a donné lieu à un sentiment d'aliénation chez de nombreux Canadiens de l'Ouest,,,,.

## Histoire

### Fondations
L'Alberta a été établie en tant que province le 1er septembre 1905. Le séparatisme albertain vient de la conviction que de nombreux Albertains se considèrent culturellement et économiquement distincts du reste du Canada, en particulier de l'Ontario et du Québec, en raison des déséquilibres économiques où l'Alberta est un contributeur net excédentaire au système de Péréquation fédérale au Canada. De plus, la majorité des échanges commerciaux de l'Alberta se font du nord au sud avec les États-Unis et non d'est en ouest avec le reste du Canada. Les principaux problèmes qui alimentent le sentiment séparatiste se sont concentrés principalement sur la disparité des pouvoirs par rapport à Ottawa et les autres provinces, les griefs historiques avec le gouvernement fédéral remontant à la Province de Buffalo non réalisée, un sentiment de distinction en ce qui concerne l'identité culturelle et l'identité politique uniques de l'Alberta, et à la politique fiscale canadienne, particulièrement en ce qui a trait à l'industrie de l'énergie. L'Ouest du Canada est beaucoup plus conservateur tandis que l'est du pays (Québec et Ontario en tête) sont beaucoup plus progressistes. Étant donné que le Québec et l'Ontario à eux seuls représentent 61% de la population canadienne, le conservatisme de l'ouest se perd dans le nombre astronomique de députés, ministres et premiers ministres progressistes. L'ouest conservateur comprend l'Alberta, la Saskatchewan et le Manitoba et ne représentent que 18% de la population canadienne. La Colombie-Britannique est dans l'ouest également mais est beaucoup plus progressiste et libérale que ses voisines. 
En octobre 1980, le Programme énergétique national (PEN) a été créé par le gouvernement fédéral sous le Premier ministre Pierre Elliott Trudeau. C'est alors que la colère envers le gouvernement fédéral et le soutien au séparatisme albertain a atteint des nouveaux sommets. Trudeau a introduit une taxe de 25 % sur le pétrole de l'Alberta. Après l'introduction du PEN, l'industrie pétrolière de l'Alberta s'est totalement effondrée, avec une réduction drastique du nombre de puits de pétrole forés. L'abandon de grands projets tels que les sables bitumineux a causé un chômage extrêmement élevé dans toute l'Alberta. Les ressources naturelles relevant constitutionnellement du domaine des compétences provinciales, de nombreux Albertains considéraient le PEN comme une intrusion préjudiciable du gouvernement fédéral dans les affaires de la province. Aux yeux des gens de l'Ouest canadien, en particulier de l'Alberta, le PEN était perçu comme profitant aux provinces de l'Est à leurs dépens. Sentir qu'après des années où l'Alberta était la province la plus pauvre, l'Est les dépouillait. Le premier ministre Pierre Elliott Trudeau, dont les libéraux n'avaient pas de siège électoral en Alberta, ni en Saskatchewan, était particulièrement vilipendé.
La surabondance de pétrole des années 1980 a fait chuter les prix mondiaux du pétrole encore plus bas, rendant le pétrole albertain inachetable et obligeant les provinces de l'Est à acheter du pétrole étranger en raison du prix et du manque d'infrastructures pour transporter le pétrole albertain vers l'est, montrant que le plan « d'autosuffisance » du PEN, qui était l'un de ses principaux objectifs, a été un échec. Même si le PEN a été une catastrophe économique, le PEN n'a jamais été renversé par le gouvernement Trudeau. En place jusqu'en 1985. "Le PEN était considéré par les Albertains comme l'une des politiques fédérales les plus injustes jamais mises en œuvre. Les chercheurs ont calculé que le programme coûtait à l'Alberta entre 50 et 100 milliards de dollars.".
Trudeau a fait valoir que le PEN aiderait à protéger et à promouvoir l'autosuffisance au Canada de la volatilité des prix internationaux du pétrole, mais au lieu de cela, un désastre économique en a résulté. Le taux de chômage de l'Alberta est passé à deux chiffres, les faillites ont grimpé de 150 %, les Albertains blâmant le PEN pour la perte de dizaines de milliers d'emplois, une baisse de 22 % de l'activité de forage et une baisse de 25 % des budgets d'exploration. La haine envers Trudeau était si grande que tout ce qui lui était associé a été détruit dans la province. Le Parti libéral de l'Alberta a perdu des milliers de membres et n'a remporté aucun siège à l'Assemblée législative provinciale lors des élections générales de 1982 en Alberta. Cela a conduit à une législature contrôlée par le centre-droit pendant des décennies. Les libéraux de l'Alberta n'ont plus jamais détenu de pouvoir législatif important.
L'homme politique séparatiste Gordon Kesler fut élu à l'Assemblée législative de l'Alberta dans une élection partielle à Olds-Didsbury en tant que candidat du Western Canada Concept. En réponse, le premier ministre Peter Lougheed proclama la tenue d'une élection en 1982 qui vit la défaite de Kesler aux mains des progressistes-conservateurs.
Après que Brian Mulroney ait succédé à John Turner à la tête du pays, l'élément séparatiste se démantela progressivement. Cependant, sous le gouvernement Paul Martin, la fierté albertaine est en résurgence, bien qu'elle soit assez éloignée des mouvances séparatistes.
Le Parti de la séparation de l'Alberta a obtenu seulement 0,5 % des suffrages et n'a été élu dans aucune circonscription. L'Albertain Stephen Harper est perçu comme étant en faveur à l'unité albertaine au sein du Canada.
Des désaccords relatifs à la loi canadienne sur la santé, à une possible taxe carbone et au régime de pensions du Canada risquent de faire durcir les positions de personnalités politiques comme Ralph Klein ou Mark Norris, qui ont fait valoir la possibilité de séparation si ces difficultés n'étaient pas résolues dans un court ou moyen terme.
Un sondage du Western Standard montre d'ailleurs que 42 % des Albertains et 32,6 % des habitants de l'Ouest seraient favorables à l'idée de former une nation ; la question posée par les sondeurs a toutefois été critiquée comme étant trop vague.
À l'approche des élections fédérales canadiennes de 2025, des personnalités politiques et des militants de l'Alberta ont exprimé leur inquiétude qu'une victoire du Parti libéral, qui est au pouvoir depuis plusieurs années, mais plus précisément après 4 mandats consécutifs depuis 2015 avec des gouvernements minoritaires, pourrait considérablement accroître le soutien à l'indépendance de l'Alberta.
Cependant, selon les résultats réels des élections fédérales de 2025, le Parti libéral du Canada, dirigé par le premier ministre sortant Mark Carney, a remporté les élections avec 169 sièges, formant ainsi un gouvernement minoritaire pour la quatrième fois consécutive. Les conservateurs de Pierre Poilievre ont obtenu 26 sièges de moins que les libéraux.
Les interventions répétées du président américain Donald Trump, qui a appelé à l'annexion du Canada par les États-Unis, ont eu un impact sur les intentions de vote, favorisant le Parti libéral. Les provinces de l'Ontario et du Québec rejettent majoritairement cette idée d'annexion, tandis que les Albertains semblent avoir une perception différente, certains voyant leur culture plus proche de celle des États-Unis, notamment du Montana, que de celle de l'est du Canada.
En juillet 2025, Mitch Sylvestre, dirigeant du groupe séparatiste Alberta Prosperity Project, dépose une pétition devant un juge fédéral, pour organiser un référendum d'indépendance pour l'Alberta.